# The Vixen
The Vixen er en amerikansk stumfilm fra 1916 af J. Gordon Edwards.

## Medvirkende
- Theda Bara som Elsie Drummond.
- Herbert Heyes som Knowles Murray.
- Mary Martin som Helen Drummond.
- A.H. Van Buren som Martin Stevens.
- George Clarke som Drummond.